# Henry Taube
Henry Taube (n. 30 noiembrie 1915, Neudorf⁠(d), Canada – d. 16 noiembrie 2005, Palo Alto, California, SUA) a fost un chimist american, laureat al Premiului Nobel pentru chimie (1983).